# An Audience With... Kylie
An Audience With... Kylie es un especial de televisión de Kylie Minogue y pertenece al episodio 34 del programa An Audience With.... El especial fue presentado el 6 de octubre de 2001 en el canal londoniense Independent Television durante la etapa exitosa de su álbum Fever.
En el especial se presenta músicas de sus álbumes Kylie, Enjoy Yourself, Rhythm of Love, Kylie Minogue, Light Years y Fever. También, La Rana René canta con Minogue la canción Especially For You y en otro segmento con Adam Garcia.

## Repertorio
1. Spinning Around
2. In Your Eyes
3. Step Back In Time
4. On A Night Like This
5. Especially For You (con La Rana René)
6. I Should Be So Lucky y Better the Devil You Know (con Adam Garcia)
7. Put Yourself In My Place
8. Fever
9. Can't Get You Out Of My Head
10. Medley
  1. What Do I Have to Do?
  2. Shocked
  3. Never Too Late
  4. Wouldn't Change a Thing
  5. Celebration